# Kalle Palander
Kalle Markus Palander (Tornio, 2 maggio 1977) è un ex sciatore alpino finlandese specialista delle gare tecniche, campione del mondo nello slalom speciale a Vail/Beaver Creek 1999 e vincitore di una Coppa del Mondo della medesima specialità.
Con la connazionale Tanja Poutiainen in campo femminile, è stato il primo campione finlandese ad affermarsi nello sci alpino. Prima di loro, la Finlandia, nazione con importanti tradizioni negli sport invernali, non aveva mai ottenuto risultati di rilievo in questa disciplina.

## Biografia

### Stagioni 1996-1998
Palander debuttò in Coppa Europa il 13 dicembre 1995 a Obereggen in slalom speciale, senza concludere la prova, e ai successivi Mondiali juniores di Hoch-Ybrig vinse la medaglia di bronzo nella combinata; esordì in Coppa del Mondo il 17 dicembre 1996 a Madonna di Campiglio in slalom speciale, senza concludere la prova.
L'11 gennaio 1997 a Donnersbachwald ottenne in slalom speciale la prima vittoria, nonché primo podio, nel circuito continentale e nella stessa stagione prese parte alla sua prima rassegna iridata, Sestriere 1997 (16º nello slalom speciale il miglior piazzamento). L'anno dopo esordì anche ai Giochi olimpici invernali: a Nagano 1998 fu 9º nello slalom speciale e non concluse le prove di slalom gigante e di combinata.

### Stagioni 1999-2005
Ai Mondiali di Vail/Beaver Creek 1999 divenne campione del mondo nello slalom speciale, ottenendo così la prima medaglia della Finlandia ai Mondiali di sci alpino: fu un risultato inaspettato perché Palander non era fino ad allora mai salito sul podio in Coppa del Mondo. Due anni dopo nella rassegna iridata di Sankt Anton am Arlberg non concluse invece alcuna prova, così come ai XIX Giochi olimpici invernali di Salt Lake City 2002
Ottenne la prima vittoria, nonché primo podio, in una gara di Coppa del Mondo il 26 gennaio 2003 sulla prestigiosa pista Ganslern di Kitzbühel, sempre in slalom speciale; al termine di quella stagione si aggiudicò la Coppa del Mondo della specialità e fu 4º nella classifica generale, mentre ai Mondiali di Sankt Moritz fu 6º nello slalom gigante e 7º nello slalom speciale. Ai Mondiali di Bormio/Santa Caterina Valfurva 2005 fu invece 4º nello slalom gigante e non concluse lo slalom speciale.

### Stagioni 2006-2012
Ai XX Giochi olimpici invernali di Torino 2006, sua ultima presenza olimpica, fu 9º nello slalom gigante e non concluse la prova di slalom speciale. Anche ai Mondiali di Åre 2007 il suo miglior piazzamento fu nello slalom gigante, chiuso al 7º posto. A inizio febbraio 2008 Palander fu operato per una microfrattura da stress alla tibia destra., tuttavia un'infiammazione impedì la corretta cicatrizzazione dell'operazione, costringendo pertanto l'atleta finlandese a un nuovo intervento, avvenuto il 16 ottobre 2008 in una clinica di Salisburgo: Palander non gareggiò così per le intere stagioni 2008-2009 e 2009-2010.
Il finlandese tornò alle gare il 24 ottobre 2010 nello slalom gigante di Sölden ottenendo l'11º posto nella 1ª manche, ma la gara fu annullata a causa delle cattive condizioni atmosferiche. Ai Mondiali di Garmisch-Partenkirchen 2011, sua ultima partecipazione iridata, non terminò le prove. Fu per l'ultima volta al cancelletto di partenza in occasione dello slalom gigante di Sölden del 23 ottobre 2011; si congedò definitivamente dal Circo bianco in occasione dello slalom speciale di Levi dell'11 settembre 2012, senza tuttavia prendere parte alla gara.

## Palmarès

### Mondiali
- 1 medaglia:
  - 1 oro (slalom speciale a Vail/Beaver Creek 1999)

### Mondiali juniores
- 1 medaglia:
  - 1 bronzo (combinata a Hoch-Ybrig 1996)

### Coppa del Mondo
- Miglior piazzamento in classifica generale: 4º nel 2003
- Vincitore della Coppa del Mondo di slalom speciale nel 2003
- 30 podi (13 in slalom gigante, 17 in slalom speciale):
  - 14 vittorie (4 in slalom gigante, 10 in slalom speciale)
  - 6 secondi posti (2 in slalom gigante, 4 in slalom speciale)
  - 10 terzi posti (7 in slalom gigante, 3 in slalom speciale)

#### Coppa del Mondo - vittorie
| Data             | Località   | Paese         | Specialità |
| ---------------- | ---------- | ------------- | ---------- |
| 26 gennaio 2003  | Kitzbühel  | Austria       | SL         |
| 28 gennaio 2003  | Schladming | Austria       | SL         |
| 2 marzo 2003     | Yongpyong  | Corea del Sud | SL         |
| 8 marzo 2003     | Shigakogen | Giappone      | SL         |
| 23 novembre 2003 | Park City  | Stati Uniti   | SL         |
| 14 dicembre 2003 | Alta Badia | Italia        | GS         |
| 4 gennaio 2004   | Flachau    | Austria       | SL         |
| 24 gennaio 2004  | Kitzbühel  | Austria       | SL         |
| 7 febbraio 2004  | Adelboden  | Svizzera      | GS         |
| 14 marzo 2004    | Sestriere  | Italia        | SL         |
| 24 gennaio 2006  | Schladming | Austria       | SL         |
| 11 marzo 2006    | Shigakogen | Giappone      | SL         |
| 17 dicembre 2006 | Alta Badia | Italia        | GS         |
| 16 dicembre 2007 | Alta Badia | Italia        | GS         |

Legenda:

GS = slalom gigante

SL = slalom speciale

### Coppa Europa
- Miglior piazzamento in classifica generale: 77º nel 2011
- 2 podi:
  - 2 vittorie

#### Coppa Europa - vittorie
| Data             | Località        | Paese   | Specialità |
| ---------------- | --------------- | ------- | ---------- |
| 11 gennaio 1997  | Donnersbachwald | Austria | SL         |
| 14 dicembre 2010 | San Vigilio     | Italia  | GS         |

Legenda:

GS = slalom gigante

SL = slalom speciale

### Campionati finlandesi
- 20 medaglie[5]:
  - 11 ori (supergigante/1, supergigante/2 nel 1996; slalom gigante nel 1997; slalom speciale nel 1998; slalom speciale nel 2001; slalom gigante, slalom speciale nel 2003; slalom gigante, slalom speciale nel 2005; slalom gigante, slalom speciale nel 2007)
  - 7 argenti (slalom gigante/1, slalom gigante/2 nel 1996; supergigante/1 nel 1997; supergigante, slalom gigante nel 1998; slalom gigante, slalom speciale nel 1999)
  - 2 bronzi (slalom speciale nel 1996; supergigante/2 nel 1997)